# Stefan Schultze
Stefan Schultze (* 1979) ist ein Jazzpianist und Komponist. Er verbindet in seinem Stil Elemente der Neuen Musik und des Jazz und führt seine Kompositionen „beinahe klassisch durch“.

## Leben und Wirken
Schultze studierte zunächst an der Hochschule für Musik und Tanz Köln bei John Taylor, Paulo Álvares und Joachim Ullrich, um dann ab 2006 an Kompositionsstudium an der Manhattan School of Music bei Michael Abene und Reiko Füting anzuschließen. Er spielte zunächst im Landesjugendjazzorchester Niedersachsen und gründete 2004 sein Quintett Schultzing (mit Hanna Jursch (voc), Peter Ehwald (sax), Peter Schwebs (b), Timo Warnecke (dr)) und dann das Oktett Oktoposse (mit Matthias Knoop (tp, flh), Achim Schröter (alto sax, fl, cl), Peter Ehwald (tenor sax, cl), Benjamin Degen (tb), Martin Schulte (g), Peter Schwebs (b), Hermann Heidenreich (dr)), mit dem er bekannt wurde und zahlreiche Preise erhielt. Seit 2006 betreibt er das Schulprojekt School Jazz is Cool Jazz, um Schülern die Auseinandersetzung mit Jazz und improvisierter Musik zu ermöglichen. 2008 führte er das interdisziplinäre und interkulturelle Kulturprojekt raw rough ready für Musik, Video und Tanz durch. 2010 tourte er auf Einladung des Goethe-Instituts in Mazedonien und arbeitete dort mit seiner Gruppe Stefan Schultze Large Ensemble mit mazedonischen Komponisten zusammen und präsentierte seine eigenen Werke.
Zwischen 2007 und 2009 war er Mitglied des BMI Jazz Composers Workshop unter der Leitung von Jim McNeely und Michael Abene. Auch arbeitete er unter anderem mit Claudio Puntin, Frank Gratkowski, Matthias Schubert, Paulo Álvares, Jan Schreiner, Gerd Vierkötter, Nils Wogram, Tom Rainey, Herb Robertson, dem Metropole Orkest und der WDR Big Band Köln. Zu hören ist er u. a. auch auf Peter Ehwalds Album Septuor de grand matin (2019). Er hatte Auftritte auf dem Montreux Jazz Festival, auf dem Jazz Peru Internacional in Lima und in der Carnegie Hall.
Seit 2012 leitet Schultze die Uni-BigBand der Otto-von-Guericke-Universität Magdeburg.

## Preise und Auszeichnungen
Schultze erhielt mit seinen Gruppen zwei Mal in Folge den Best international Jazz Band- Preis im spanischen Granada, 2006 den New Generation-Preis bei Jazz an der Donau und 2008 den Niedersächsischen Jazzpreis der LAG Jazz. Auch wurde er 2004 beim Biberacher Jazzpreis mit dem zweiten Preis bedacht. In New York erhielt seine Big-Band-Komposition „Oracle Night“, die er mit seiner Stefan Schultze’s New York Big Band aufgenommen hat, einen ASCAP Young Jazz Composers Award. 2009 erhielt er mit seiner Big-Band-Komposition „Green Falling“ den ersten Preis beim internationalen ArtEZ Composition Contest in Enschede. 2010 erhielt er den WDR-Jazzpreis für Komposition.

## Diskographische Hinweise
- Peter Ehwald, Stefan Schultze, Tom Rainey: Public Radio (jazzwerkstatt 2025)[3]
- Stefan Schultze – Large Ensemble: The Buchla Suite (A Handcrafted Tribute to Morton Subotnick) (jazzwerkstatt 2023; mit Elena Kakaliagou, Magnus Schriefl, Leonhard Huhn, Peter Ewald, Roland Neffe, Shiau Shiuan Hung, Peter Meyer, Felix Henkelhausen, Tom Rainey, Almut Kühne)[4]
- Turbalento (WhyPlayJazz 2020, mit Herb Robertson, Helen Bledsoe, Frank Gratkowski, Holger Werner, Robert Landfermann, John Schröder)
- System Tribe (WhyPlayJazz 2018, solo)
- Simon Rose & Stefan Schultze The Ten Thousand Things (Red Toucan Records 2015)
- Stefan Schultze – Large Ensemble: Erratic Wish Machine (WhyPlayJazz, 2015; mit Wu Wei, Heiner Wiberny, Charlotte Greve, Stefan Karl Schmid, Peter Ehwald, Heiko Bidmon, Benny Brown & Felix Meyer, Florian Menzel, Volker Deglmann, John-Dennis Renken, Simon Harrer, Janning Trumann, Tim Hepburn, Jan Schreiner, Martin Schulte, Jürgen Friedrich, Matthias Akeo Nowak, Daniel Schröteler)[5]
- Schultze Ehwald Duo Grasp, (WhyPlayJazz, 2014)
- Stefan Schultze – Large Ensemble: Run, (Double Moon Records, 2011)
- Schultzing & Mateusz Smoczyński Leises Lauschen (JazzHausMusik, 2011, mit Hanna Jursch, Peter Ehwald, Peter Schwebs, Timo Warnecke)
- Oktoposse Blues Lee (Konnex Records, 2008)
- Oktoposse Possenballett (Double Moon Records, 2005)
- 'Schultze Ehwald Rainey': Public Radio (Jazzwerkstatt, 2025)[6]